# Ричард III (фильм, 2016)
«Ричард III» (англ. Richard III) — телевизионный фильм 2016 года, часть цикла «Пустая корона», историческая драма британского режиссёра Доминика Кука. Экранизация одноимённой трагедии Уильяма Шекспира с Бенедиктом Камбербэтчем в главной роли.

## Сюжет
Действие пьесы происходит в Англии XV века. Её заглавный герой — представитель династии Йорков, изображённый как демонический персонаж. Ричард совершает преступление за преступлением, очищая себе путь к престолу: убивает своего брата Кларенса, объявляет внебрачными детьми своих племянников, а потом приказывает убить и их. Он теряет популярность и погибает в битве с новым претендентом на корону, Генрихом Тюдором.

## В ролях
- Бенедикт Камбербэтч — Ричард III
- Бен Дэниэлс — герцог Бекингем
- Джуди Денч — Сесилия Невилл[1]
- Джеймс Флит — лорд Гастингс
- Фиби Фокс — Анна Невилл
- Кили Хоус — Елизавета Вудвилл, супруга короля Эдуарда IV
- Софи Оконедо — Маргарита Анжуйская, супруга короля Англии Генриха VI
- Люк Тредэвэй — Генрих VII
- Сэм Тротон — Джордж Плантагенет, 1-й герцог Кларенс
- Джон Маккей — Роберт Брэкенбери

## Релиз и оценки
Премьерный показ второй части «Пустой короны», включая «Ричарда III», начался на BBC 7 мая 2016 года. «Ричард III» был номинирован на три премии BAFTA 2017 года в номинациях «Лучший мини-сериал», «Лучший актёр первого плана» (Бенедикт Камбербэтч), «Лучший дизайн костюмов» (Найджел Эгертон).